# Burg Voggen
Die Burg Voggen ist eine abgegangene Spornburg auf einer 637,5 m ü. NN hohen Spornkuppe 600 Meter nordwestlich des Ortsteils Weiler der Gemeinde Eberhardzell im Landkreis Biberach in Baden-Württemberg.
Die Burg wurde vermutlich in der zweiten Hälfte des 13. Jahrhunderts von den Herren von Weiler erbaut. 
Von der ehemaligen Burganlage ist nichts erhalten.